# Kamenica Skradnička
Kamenica Skradnička is een plaats in de gemeente Tounj in de Kroatische provincie Karlovac. De plaats telt 287 inwoners (2001).